# (33860) 2000 HZ86
2000 HZ86 (asteroide 33860) é um asteroide da cintura principal. Possui uma excentricidade de 0.25069820 e uma inclinação de 6.28931º.
Este asteroide foi descoberto no dia 30 de abril de 2000 por Spacewatch em Kitt Peak.